# Alicia Jaziz
Alicia Jaziz, née le 23 octobre 1996, est une actrice mexicaine de cinéma et de séries télévisées,.

## Filmographie
- 2007 : Mientras haya vida (série télévisée) : Emiliana Montero
- 2008 : Vantage Point : Anna
- 2009 : Black Sheep
- 2010 : Bienes raíces (série télévisée)
- 2010 : Fierce Angel (série télévisée)
- 2010 : On Childhood : Roxana
- 2010 : Cada quien su santo (série télévisée)
- 2010 : Capadocia (série télévisée) : Valeria Molina Niña
- 2011 : Emperatriz (série télévisée) : Elisa Mendoza jeune
- 2012 : Historias Delirantes (série télévisée) : Natalia
- 2012 : Amor cautivo (série télévisée) : Joven Alejandra Santacruz
- 2014 : Amor Sin Reserva (série télévisée) : Ximena
- 2014 : Gloria de Christian Keller : Karla
- 2016 : Un Día Cualquiera (série télévisée) : Nuria
- 2016 : Vuelve temprano (série télévisée) : Fanny
- 2016 : El Chema (série télévisée) : Elvira Mendivil Joven
- 2017 : Ingobernable (série télévisée) : María Nava Urquiza[3]
- 2017 : Noches con Platanito (série télévisée)
- 2017 : Habia una vez (série télévisée)
- 2017-2018 : Caer en tentación (série télévisée) (20 épisodes)
- 2017-2018 : Señora Acero (série télévisée) : Carmen 'Carmencita' Plasencia (47 épisodes)
- 2020 : Imperio de mentiras (série télévisée) : Clara Álvarez